# Видаль, Гастон
Гастон Видаль (фр. Gaston Vidal; 19 октября 1888, Сент-Этьен — 14 марта 1949, Париж) — французский политик и спортивный функционер.

## Биография
Родился в Сент-Этьене, департамент Луара, работал преподавателем в начальной школе в Мулене. Во время Первой мировой войны, в 1914 году поступил на службу в подразделение французской горной пехоты, где сделал блестящую карьеру, получив звание капитана. В 1917 году вышел в отставку из-за полученной травмы, после чего стал редактором газеты Le pays.
В 1919—1924 годах Г.Видаль был депутатом парламента от республиканско-социалистической партии, где входил в состав комиссий по военным вопросам и делам военных пенсионеров. В 1921—1924 годах был заместителем государственного секретаря в правительствах А.Бриана и Р.Пуанкаре.
Возглавлял Союз французских обществ лёгкой атлетики до момента его роспуска после второй мировой войны. В качестве члена Национального спортивного комитета Франции, сыграл большую роль в подготовке Летних Олимпийских игр 1924 года в Париже, а также в организации I Зимней Олимпиады в Шамони. Проводил открытие игр в Шамони 24 января 1924 года. В 1925 году Г.Видаль сменил Ж.Клари на посту президента Национального спортивного комитета и занимал этот пост до 1931 года.
В марте 1931 Г.Видаль был арестован и заключен в тюрьму в результате парламентского расследования по делу банкира А.Острика, обвиняемого в финансовых махинациях. В июле 1931 года Г.Видаль был оправдан, несмотря на скандальные публикации в популярном издании «Канар аншене». В 1935 году обвинен в мошенничестве и осуждён, после чего бизнесом не занимался. Сведения о его деятельности в период немецкой оккупации Франции во время второй мировой войны противоречивы, известно, что он не привлекался к ответственности и умер в Париже в 1949 году.